# Batalla del castillo de Utsunomiya
La Batalla del castillo de Utsunomiya (宇都宮城の戦い, Utsunomiya-jō no tatakai?) fue un episodio bélico de la guerra Boshin en el que se enfrentaron las fuerzas pro-imperiales y las del shogunato Tokugawa en mayo de 1868, durante la retirada de estas últimas hacia Nikkō y Aizu.

## Antecedentes
A principios de la primavera de 1868, partidarios de los Tokugawa al mando de Ootori Keisuke y Hijikata Toshizō, marcharon de la capital del shogunato (Edo) y se reunieron en Kōnodai (provincia de Shimosa). Entre ellos se encontraba una pequeña cantidad de tropas del dominio de Aizu, al mando de Akizuki Noborinosuke, a las que se sumaban tropas del dominio de Kuwana, a las órdenes de Tatsumi Naofumi, así como un puñado de hombres del Shinsengumi, como Shimada Kai. Aunque muchos de los presentes eran samuráis, también había entre ellos muchos miembros de otras clases sociales, especialmente entre las tropas al mando directo de Ootori. Su objetivo era Utsunomiya, una ciudad amurallada situada en la ruta septentrional hacia Nikkō y Aizu, que constituía una posición de importancia estratégica vital. El daimio de Utsunomiya, Toda Tadatomo, estaba ausente, pues había sido acusado por Tokugawa Yoshinobu de haber viajado a Kioto para entregar una carta de disculpa y sumisión. Tras llegar a Ōtsu, Toda se había reunido con las fuerzas de Satsuma y Chōshū, y había sido puesto bajo custodia. Como consecuencia, Utsunomiya estaba a cargo del predecesor retirado de Toda Tadatomo, Toda Takayuki.

## La batalla
En los días previos, las fuerzas del shogunato se fueron moviendo con celeridad de castillo en castillo. Hijikata se hizo con los dominios de Shimotsuma (7 de mayo) y Shimodate (8 de mayo), ambos en la provincia de Hitachi. Los daimios de ambos habían huido, y los dominios eran demasiado pequeños como para satisfacer las necesidades de dinero o suministros de Hijikata, de modo que éste no pudo cubrir sus expectativas.Simultáneamente, se produjo una revuelta campesina en Utsunomiya, lo que dio a las fuerzas del shogunato la oportunidad de atacar, oportunidad que aprovecharon de inmediato. Las tropas de Ootori atacaron el castillo la mañana del 10 de mayo de 1868, enfrentándose a una fuerza imperial combinada compuesta de soldados de los dominios de Matsumoto (provincia de Shinano), Kurohane (provincia de Shimotsuke), Mibu (provincia de Shimotsuke), Iwamurata (provincia de Shinano), Susaka (provincia de Shinano), Hikone (provincia de Ōmi), Ōgaki (provincia de Mino), Utsunomiya (provincia de Shimotsuke), y Kasama (provincia de Hitachi). El castillo cayó ese mismo día, y Toda Tadayuki huyó a Tatebayashi. Ootori, entró en el castillo dirigiendo el cuerpo principal del ejército, y sus fuerzas entregaron las existencias de arroz de la fortaleza a los ciudadanos que, como ya se ha mencionado, llevaban varios días causando disturbios.
Se realizaron esfuerzos para reforzar la posición de Ootori. Sus hombres, unidos ahora con los de Hijikata, e incluyendo -entre otros- al Seiheitai de Nagakura Shinpachi, se dirigieron al norte hacia Mibu, donde pretendían esconderse y permanecer a la espera; descubrieron, sin embargo, a su llegada, que las tropas de Satsuma ya habían tomado el castillo. Los soldados de Satsuma, sorprendidos por la repentina aparición del enemigo, se retiraron al castillo de Mibu y montaron una defensa. Los atacantes intentaron incendiar la ciudad, pero comenzó a caer una lluvia torrencial que lo hizo imposible. A pesar de sus esfuerzos, fueron incapaces de tomar el castillo de Mibu y se retiraron a Utsunomiya tras haber sufrido un total de 60 bajas entre muertos y heridos, incluidos ocho oficiales.
El ejército imperial, con las tropas de Satsuma y Ōgaki en vanguardia, se dirigió hacia el nordeste por la ruta de Mibutoori el 14 de mayo, y lanzó un contraataque que terminó con la reconquista del castillo de Utsunomiya ese mismo día. Derrotadas, las tropas de Ootori se retiraron por Nikkō, hacia el norte en dirección a Aizu.

## Consecuencias
Aunque en el dominio de Aizu predominaban los partidarios de la rendición y de realizar una negociación pacífica sobre los que propugnaban continuar la resistencia, la entrada de gran número de partidarios del antiguo shogunato tras su retirada de Utsonomiya decantó la balanza a favor de los últimos.

"...los soldados del shogunato, que eran partidarios de continuar la guerra, empezaron a levantar el campamento y a dejar Edo para ir a Aizu, aquellos necesitaban que la postura de Aizu cambiara a otra favorable a la guerra. Algunos, como el consejero Saigō Tanomo y el magistrado de agricultura Kawahara Zenzaemon continuaron presionando a favor de jurar lealtad y sumisión, sin embargo, no fueron escuchados y las nubes de la guerra se extendieron por el nordeste de Japón..."
Años después, Ootori escribió una relación de la batalla, titulada "Nanka Kikō" (南柯紀行), que apareció en Kyū Bakufu (舊幕府), una revista que él ayudó a editar, y que estuvo dedicada a documentar la historia del Bakumatsu.